# القفلة (الزاهر)

تعديل مصدري - تعديل

القفلة هي إحدى قرى عزلة قربة بمديرية الزاهر التابعة لمحافظة البيضاء، بلغ تعداد سكانها 514 نسمة حسب تعداد اليمن لعام 2004.